# Baldassarre Peruzzi
Baldassarre Peruzzi, né le 7 mars 1481 à Ancaiano (hameau de Sovicille) et mort le 6 janvier 1537 à Rome, est un peintre, dessinateur et architecte italien de la haute Renaissance.
Élève de Bramante, en « concurrence » avec Raphaël, qui fut, aussi, un spécialiste d’architecture militaire, il se rattache à l'école siennoise. On le considère aussi comme un précurseur du maniérisme. Engagé dans divers domaines d'activité, il est l'un des rares à pouvoir être considéré comme un « homme universel », à l'instar de figures comme Raphaël et Michel-Ange, capable d'influencer le développement des arts dans de nombreux secteurs.

## Biographie

### Période de formation à Sienne
Né à Ancaiano, dans l'actuelle commune de Sovicille, Baldassarre Peruzzi suit une formation de peintre à Sienne auprès de Pinturicchio et de Francesco di Giorgio Martini avec lesquels il commence vraisemblablement une activité d'architecte : on lui attribue généralement, à vingt ans, la conception pour la villa Volte Alte de la famille Chigi.
En 1503, encouragé par son puissant concitoyen et banquier pontifical Agostino Chigi, il s'installe à Rome. Il continue toutefois à avoir des contacts avec Sienne : en 1504, il semble qu'il soit l'assistant de Pinturicchio pour la réalisation des fresques de la Libreria Piccolomini, dans la cathédrale Santa Maria Assunta de Sienne, et on lui attribue également un rôle dans la construction de l'église San Sebastiano in Vallepiatta (en) (vers 1507), toujours à Sienne.

### Période romaine

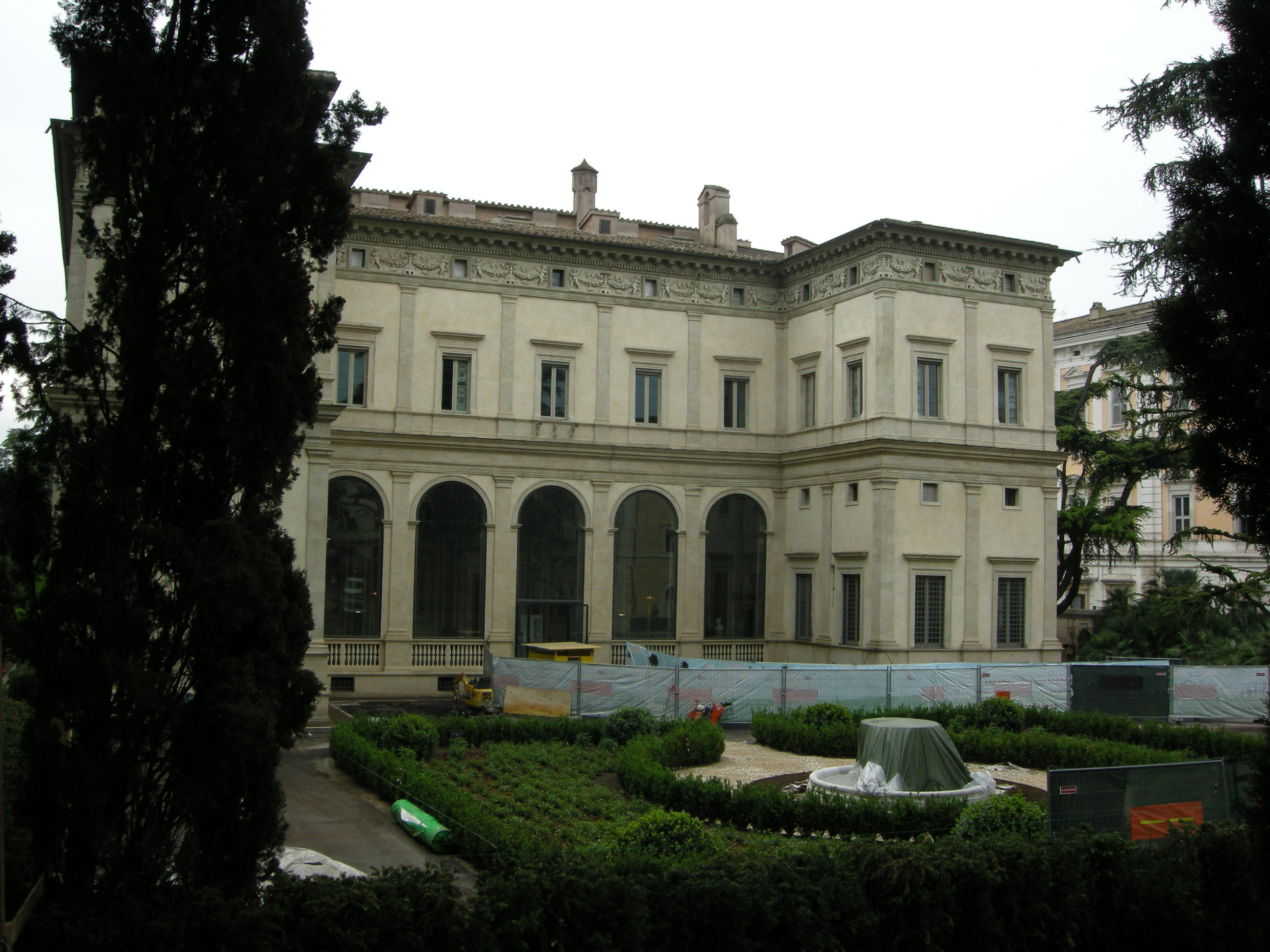
Villa Farnesina à Rome.

Une fois à Rome, Peruzzi se retrouve dans le grand bouillonnement artistique qui caractérise la ville au début du XVIe siècle, dominé par des figures telles que Bramante et Raphaël, qui l'influencent profondément.
Son mécène et protecteur Agostino Chigi lui confie, probablement à partir de 1506, la conception de sa villa sur le Tibre, connue plus tard sous le nom de villa Farnesina. La construction de la luxueuse demeure a une résonance considérable et impose son nom dans l'environnement culturel, aussi parce qu'à partir de 1511, une fois les murs achevés, l'édifice fait l'objet d'une grande campagne de fresques impliquant Raphaël et les artistes majeurs de l'époque.
Après une période de collaborations, il commence à travailler de manière indépendante, d'abord principalement en tant que peintre. À cette époque, son style, au contact de l'environnement romain et en particulier de Raphaël, subit une évolution qui le voit abandonner les voies de Pinturicchio.
Il travaille pour des familles importantes et pour les différents papes de l'époque. Peruzzi est responsable des mosaïques de la chapelle Sant'Elena de la basilique Sainte-Croix-de-Jérusalem. En 1516-1517, il se consacre à la peinture des décorations de église Sainte-Marie de la Paix sous la direction de Raphaël.
À partir de 1514, il commence également à s'occuper de scénographie théâtrale en concevant la scène en perspective de la mise en scène romaine de La Calandria du cardinal Bibbiena.
Il participe aux travaux de la basilique Saint-Pierre, dans une position subordonnée, entrant ainsi en contact avec Bramante, dont il est reconnu comme le meilleur disciple. Sa collaboration sur le chantier se poursuit ensuite également avec Raphaël.

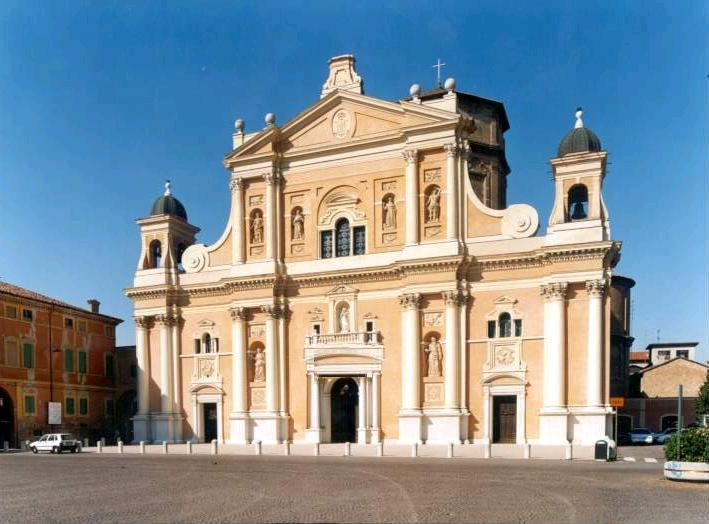
Cathédrale de Carpi.

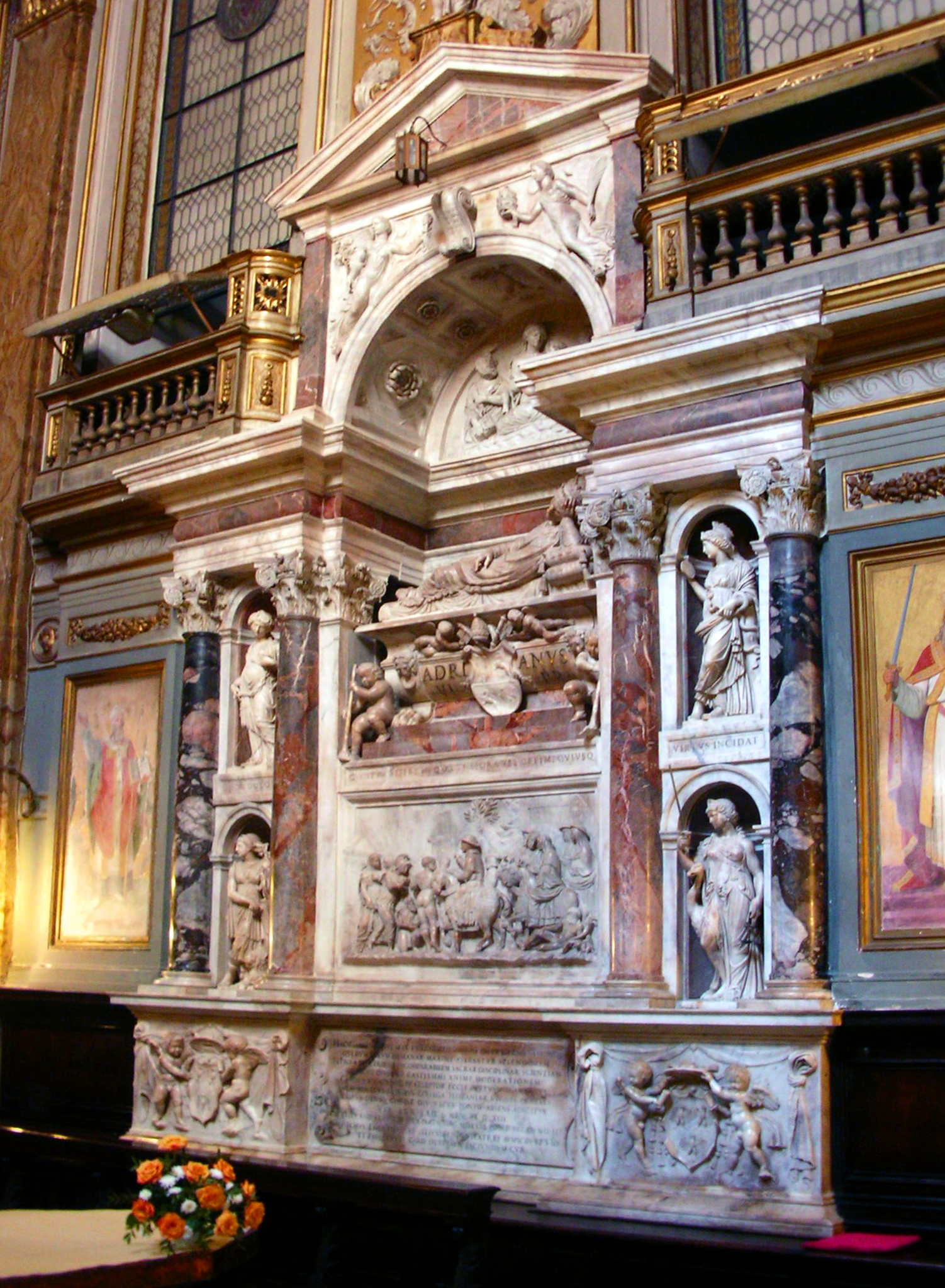
Monument funéraire d'Adrien VI, Rome, église Santa Maria dell'Anima.

Peruzzi s'établit en tant qu'artiste indépendant et travaille également en dehors de Rome. En 1515, il est appelé à Carpi où il dessine la nouvelle façade de l'église romane Santa Maria in Castello (en) en utilisant un schéma de composition expérimenté par Bramante à Roccaverano qui sera ensuite diffusé par Andrea Palladio, qui prévoit le chevauchement sur le même étage de deux ordres architecturaux de hauteur différente. Il conçoit également la cathédrale de Carpi, avec un plan qui rappelle la basilique Saint-Pierre, et il intervient sur le chantier de construction de l'église San Nicola de Bari. Toujours à Carpi, sous la direction d'Alberto III Pio, seigneur de la ville, il est l'auteur de la réorganisation urbaine du centre de la cité et fait construire le Portico del Grano (« portique du grain ») ; il travaille également sur l'aménagement de la place devant la cathédrale et sur la reconstruction et l'agrandissement du Castello dei Pio.
Dans la deuxième décennie du siècle, il est actif dans le chantier de construction de l'église Santa Maria della Consolazione de Todi, même si la nature de sa contribution au niveau de la conception n'est pas définitivement établie. À partir de 1519, il conçoit et dirige l'exécution — avec son frère Pietro — de la nouvelle aile du palais Orsini (it) à Bomarzo.
À Rome, Peruzzi se consacre intensément à l'étude des vestiges antiques, exécutant de nombreux dessins et reliefs. Le rapport à l'ancien, comme pour les autres architectes de sa génération, est au centre de sa propre recherche architecturale, avec une réinterprétation personnelle des thèmes de l'architecture de Bramante et de Raphaël.
En 1520, à la mort de Raphaël, il lui succède sur le chantier de l'église Sant'Eligio degli Orefici et assume le rôle de coadjuteur de la fabrique de Saint-Pierre qui était attribué jusqu'alors à Antonio da Sangallo le Jeune, qui devint le premier architecte. Au cours de ces années, Peruzzi fait face à la recherche continue d'inventions spatiales, documentées par des dessins, des reliefs et des études architecturales — comme les projets pour l'église San Giovanni Battista dei Fiorentini —, dans lesquelles il aborde le thème du plan central sur des schémas polycentriques qui remontent à Bramante, avec une impulsion expérimentale qui n'a trouvé aucun accomplissement. Dans le cadre de cette recherche, Peruzzi propose un projet pour l'achèvement de la basilique Saint-Pierre, qui envisage, contrairement à ce qui a été proposé par Raphaël, la construction d'une église avec un plan centré, s'appuyant sur le remaniement par Bramante de son plan original en croix grecque, simplifié et comportant des piliers centraux plus massifs, comme le montre un dessin, publié par Sebastiano Serlio dans le livre III de son traité, Les Sept Livres d'Architecture. Il s'occupe également de la poursuite des travaux dans la cour du Belvédère, conçue par Bramante.
Entre 1522 et 1523, il séjourne à Bologne, appelé pour achever la façade de la basilique San Petronio, pour laquelle il prépare quelques projets qui ne sont pas achevés. À Bologne, il crée le portail de l'église San Michele in Bosco, le Palazzo Lambertini — transformé au fil du temps et définitivement démoli en 1911 —, le projet de la chapelle Ghisilardi dans la basilique San Domenico — projet peut-être de 1523, construit en 1530-1534 — et un célèbre carton avec l'Adoration des mages, conservé à la national Gallery de Londres, transposé en une peinture sur toile par Girolamo da Treviso.
En 1523, il retourne à Rome où il réalise le tombeau d'Adrien VI dans l'église Santa Maria dell'Anima.
Peruzzi est également un spécialiste des constructions éphémères, créant le décor du sacre de Clément VII en 1524.

### Retour à Sienne

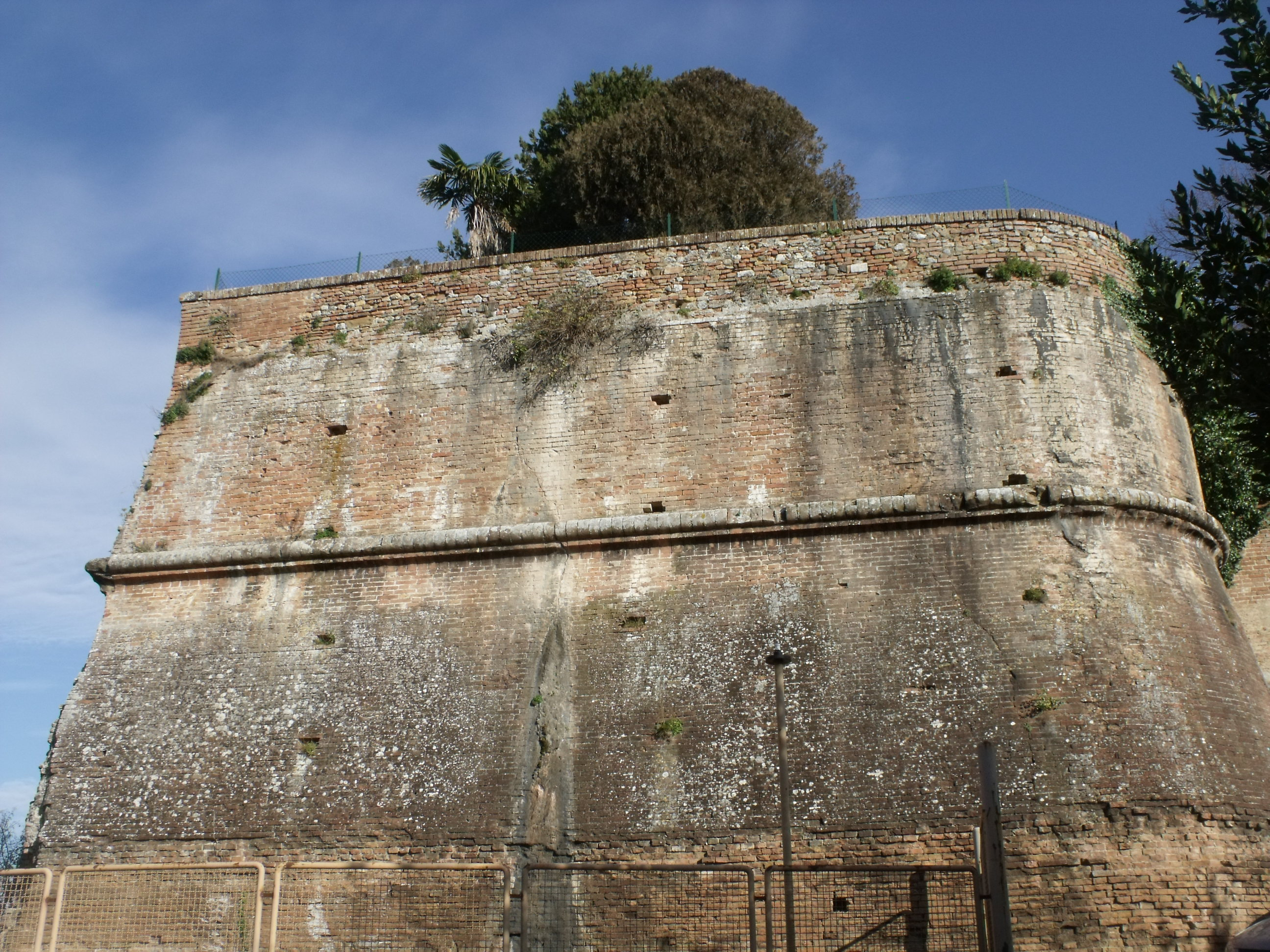
Bastion fortifié de la Porta Laterina à Sienne.

En 1527, lors du sac de Rome, Peruzzi est fait prisonnier par les Espagnols et parvient à se libérer en payant une rançon. Il ose audacieusement rejoindre Sienne après un débarquement à Porto Ercole. À Sienne, il devient architecte de la République et du chantier du Duomo, et travaille à de nombreux autres édifices civils, religieux et militaires. Il participe au siège de Florence aux côtés des assiégeants, envoyés par la République siennoise.
Il participe au renforcement des fortifications de la ville dans un conflit continu avec Florence, qui culmine, plus tard, dans la guerre de 1552-1555. À cet égard, Peruzzi est célèbre pour avoir contribué à la définition de la fortification bastionnée, en appliquant les études relatives aux nouvelles stratégies de défense nécessaires face aux nouvelles « armes à feu » : les remparts et les fortifications médiévales ne sont plus adaptés à la tactique du XVIe siècle. Il fait partie de ceux qui élaborent et mettent en pratique les nouveaux besoins, avec de nouveaux éléments, comme le bastion d'angle sans angle mort au sommet.
Dans sa ville natale, il contribue également à la construction du château de Belcaro (en) et travaille sur le palais Celsi-Pollini (it) à Pian dei Mantellini (it), qui est maintenant très modifié.
Dans les années entre la troisième et la quatrième décennie du XVIe siècle, la République siennoise lui fait construire ou renforcer les fortifications du territoire et en particulier de la Maremme, où il est chargé par les autorités de vérifier toutes les fortifications. Le château de Montepò (1529-1530) dans la commune de Scansano, dans la Maremme toscane, le renforcement des murs de Torrita di Siena avec des bastions (1529) et de ceux d'Orbetello, figurent parmi les ouvrages militaires de cette période attribués à Peruzzi.
Il est un ami proche et un parent du peintre siennois Domenico Beccafumi.

### Dernière période romaine

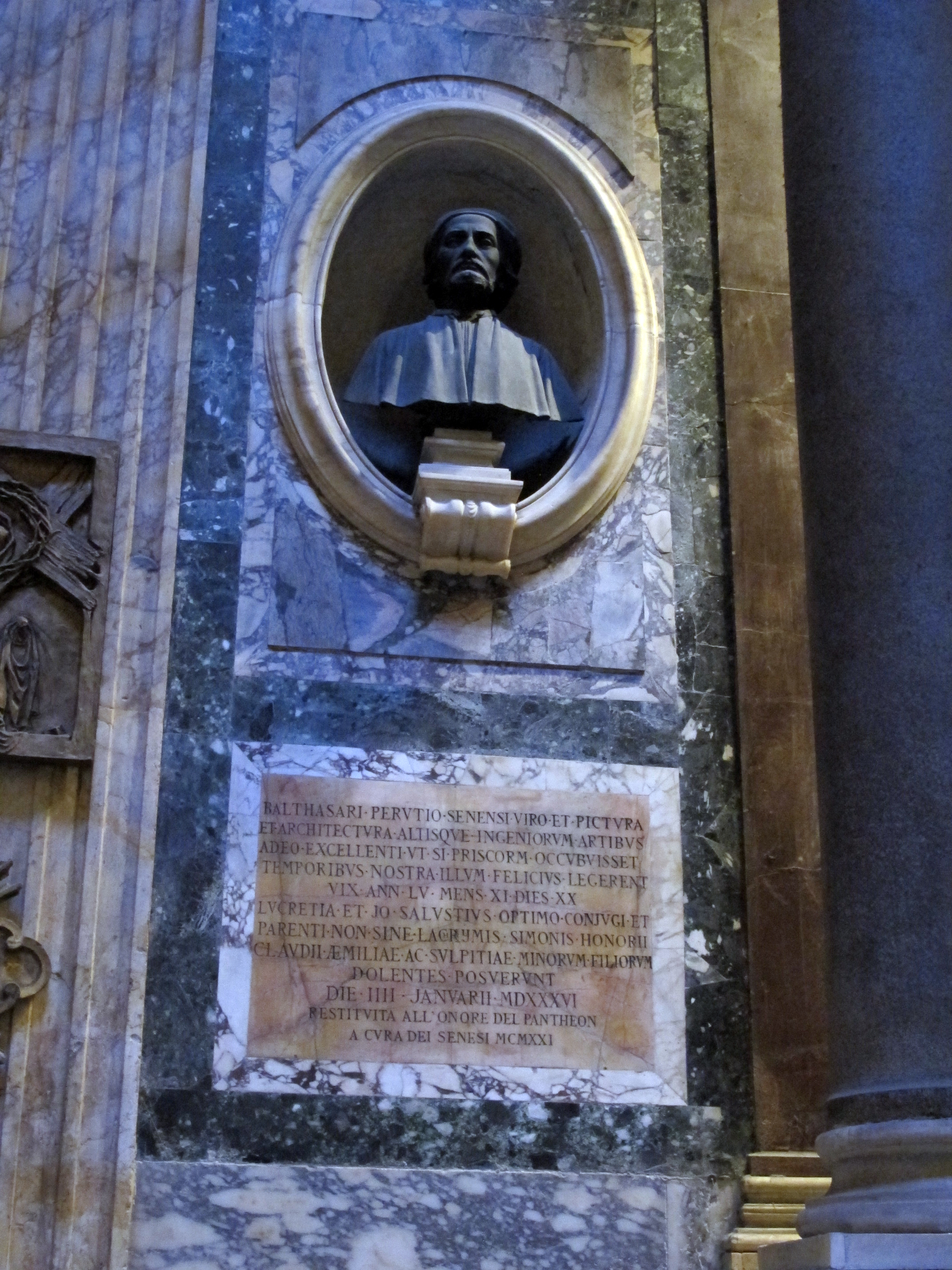
Monument à Baldassarre Peruzzi, Rome, église Santa Maria sopra Minerva.

Baldassare Peruzzi est rappelé à Rome vers 1535 par des prélats qui apprécient ses dons artistiques. Dans la dernière période de sa vie, il est réintégré comme architecte de la fabrique de Saint-Pierre. Il y manifeste pleinement ses idées architecturales, libres et sans scrupules, concevant la modeste villa de Blosio Palladio à Monte Mario, mais surtout ce qui est considéré comme son chef-d'œuvre, le palais Massimo alle Colonne. Avec ce style architectural expérimental, il se place parmi les protagonistes du maniérisme.
Giorgio Vasari rapporte qu'il est mort vieux, dans une grande pauvreté, avec une famille nombreuse à charge et probablement empoisonné par des rivaux professionnels. Il est probablement enterré à Rome au Panthéon, non loin de son maître Raphaël ; le texte de son épitaphe est :
BALTHASARI PERUTIO SENENSI VIRO ET PICTURA

ET ARCHITECTURA ALTISQUE INGENIORUM ARTIBUS

ADEO EXCELLENTI UT SI PRISCORM OCCUBUISSET

TEMPORIBUS NOSTRA ILLUM FELICIUS LEGERENT

VIX ANN LV MENS XI DIES XX

LUCRETIA ET JO SALUSTIUS OPTIMO CONIUGI ET

PARENTI NON SINE LACRYMIS SIMONIS HONORII

CLAUDII AEMILIAE AC SULPITIAE MINORUM EILIORUM

DOLENTES POSUERUNT

DIE IIII JANUARII MDXXXVI

RESTUTUITA ALL'ONORE DEL PANTHEON'

A CURA DEI SENESI MCMXXI
Son buste et une plaque commémorative se trouvent à Rome dans l'église Santa Maria sopra Minerva.

## Étude de l'antique

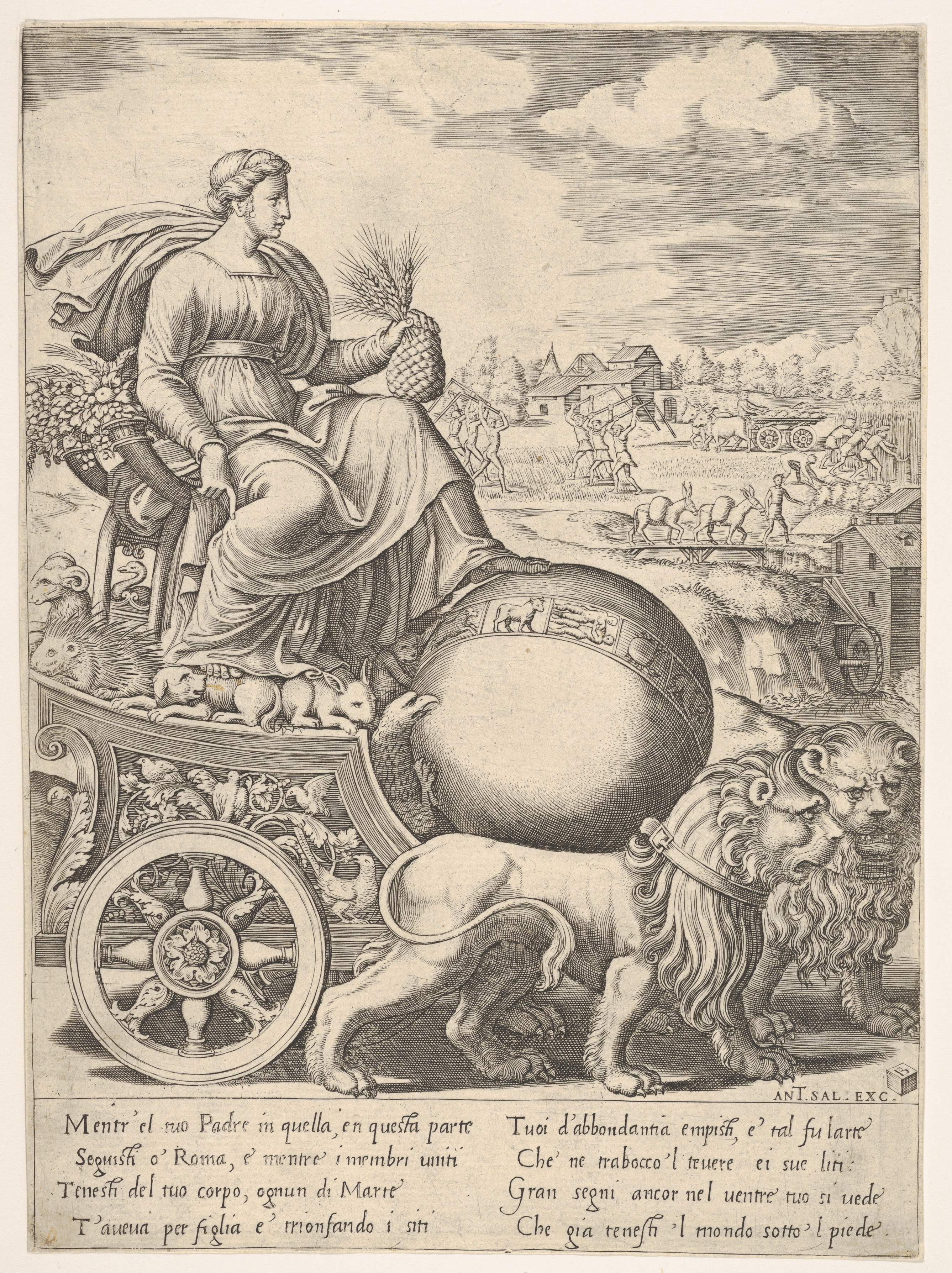
Cybèle dans son char tiré par deux lions, New York, Metropolitan Museum of Art.

Baldassare Peruzzi a laissé un vaste corpus de dessins d'une grande qualité graphique comprenant des projets architecturaux, des études théoriques, des reliefs et des reconstitutions archéologiques.
Il a pensé utiliser une partie de ce matériel pour un livre sur les antiquités de Rome et pour un commentaire sur Vitruve qui ne s'est jamais matérialisé, tandis que le matériel graphique conservé par ses étudiants a été dispersé. Au moins une partie de celui-ci a été à la disposition de Sebastiano Serlio qui l'a utilisé pour ses traités, reconnaissant sa dette envers le maître. De cette façon, la recherche plus expérimentale de Peruzzi a pu exercer son influence sur la culture européenne du XVIe siècle.
De précieux témoignages artistiques ont également été laissés par son fils, Giovanni Sallustio Peruzzi, et par son demi-frère Pietro Antonio di Andrea.

## Œuvres
La fortune critique de l'œuvre architecturale de Peruzzi décline rapidement après le XVIe siècle. Alors que ses contemporains le considèrent comme l'un des plus grands artistes du siècle comme en témoignent les œuvres de Vasari, Palladio, Serlio, Benvenuto Cellini, dans les siècles suivants, il est vite oublié, jusqu'à sa redécouverte au XXe siècle. Il est donc assez difficile, en dehors des grands travaux, de compléter la liste de ses projets. Cependant, toutes les recherches contemporaines confirment les attributions de Vasari et enrichissent la liste des œuvres de Peruzzi.

### Villa Volte Alte

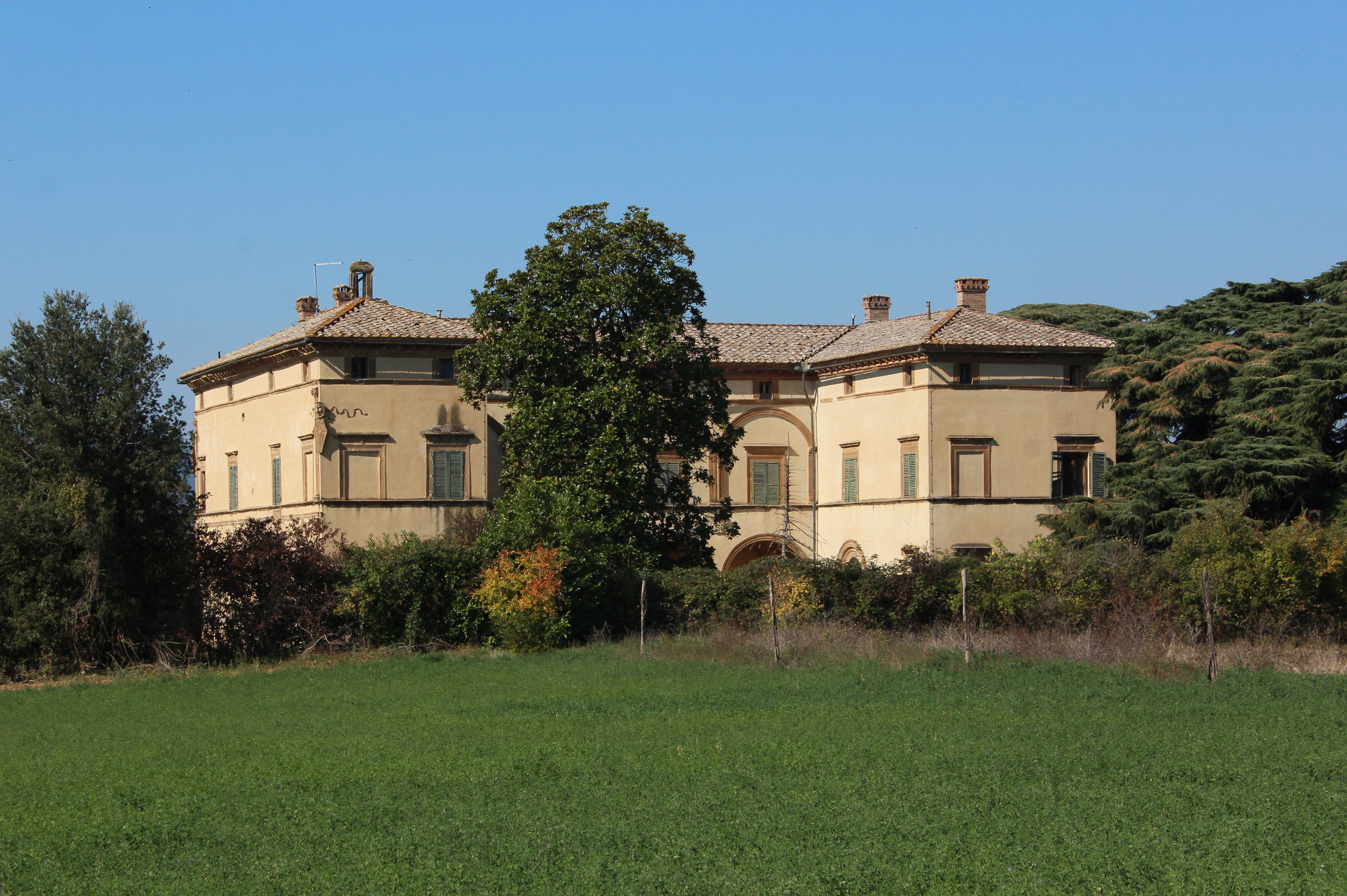
Villa Volte Alte à Sienne.

À Rome, Peruzzi entretient des contacts et reçoit des commandes de Sienne, ville près de laquelle il a probablement conçu une villa entre 1502 et 1505 pour Sigismondo Chigi, un membre de la puissante famille de banquiers. Le rôle de Peruzzi en tant que concepteur n'est pas entièrement documenté, mais est pourtant généralement accepté, si l'on fait également l'hypothèse d'une participation de Francesco di Giorgio Martini qui a, dans ses écrits, élaboré un modèle de bâtiment suburbain à deux ailes saillantes. Peruzzi, en effet, utilise un système planimétrique avec un plan en U, avec deux corps latéraux — dissymétriques en raison de structures préexistantes — qui enferment le corps central occupé par deux loggias superposées, ouvertes sur le paysage environnant. Ce bâtiment est donc probablement la première expérimentation du schéma alors utilisé pour la villa romaine de la villa Farnesina d'Agostino Chigi.

### Villa Farnesina
La villa Farnesina, œuvre de jeunesse extraordinaire, probablement pensée à partir de 1506, est conçue comme une villa suburbaine, située dans le quartier de la « Lungara », au bord du Tibre, pour le banquier siennois Agostino Chigi qui a amassé une grande fortune grâce au produit de la vente de l'alun de Tolfa, qui, à Rome, bénéficie de la protection du pape Léon X et qui est un mécène important. La villa passe en la possession de la famille Farnèse en 1590, d'où son nom actuel. Le plan symétrique en U qui permet un lien étroit entre le jardin et la villa rappelle les modèles de Vitruve. L'architecture diffère des modèles à Rome au début du siècle par le manque de « rusticité » et l'absence du fort relief plastique des ordres sur la façade, réduits à des pilastres. Les intérieurs sont décorés de fresques selon un programme iconographique d'une ampleur extraordinaire, confié à de grands artistes : Peruzzi lui-même, Sebastiano del Piombo, Raphaël et son école (dont Jules Romain), et Le Sodoma. L'extérieur était décoré de fresques, même s'il ne reste aujourd'hui que de petites traces illisibles. La villa est maintenant le siège de l'Académie des Lyncéens.

### Chapelle Ghisilardi

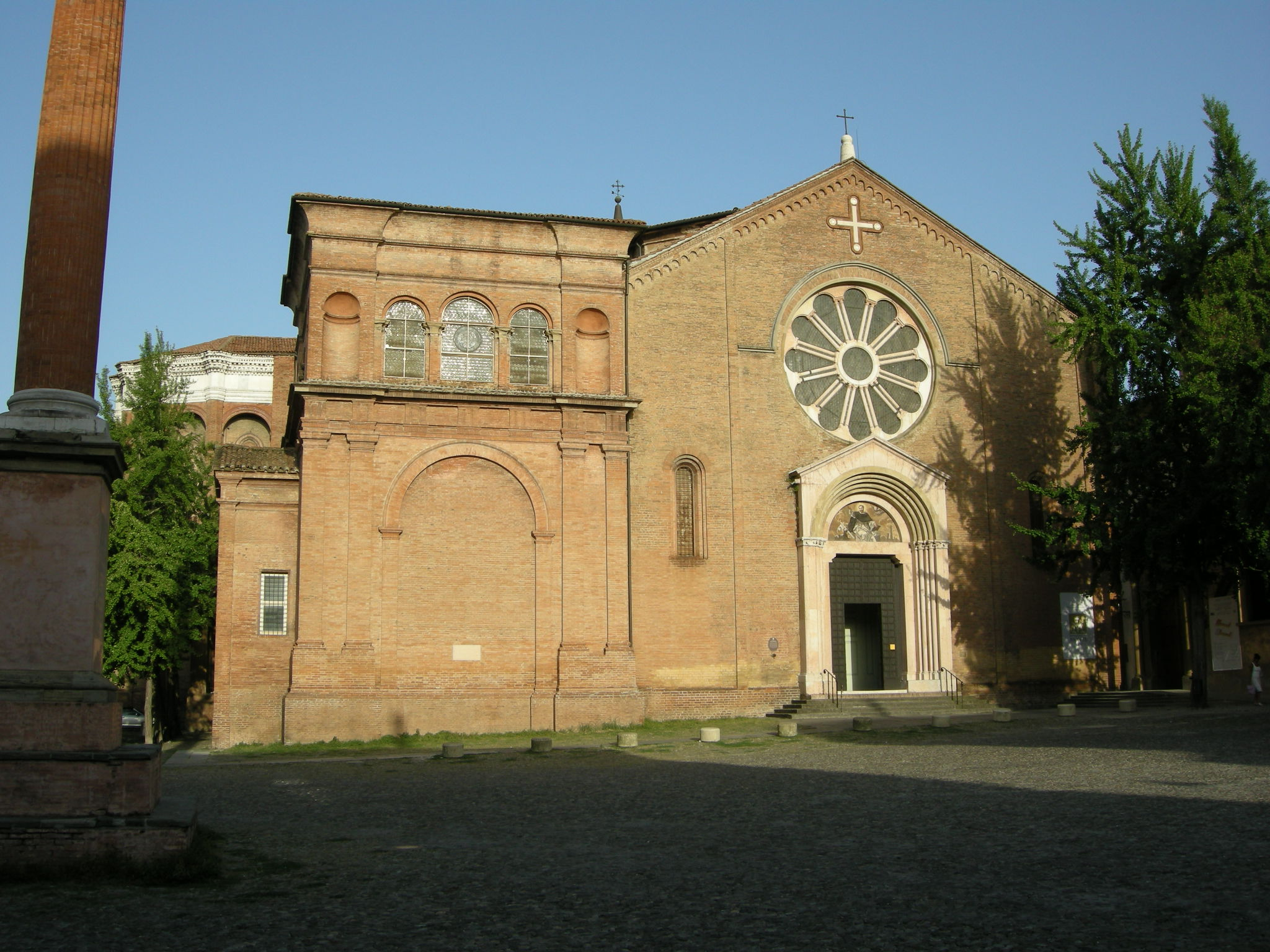
La chapelle Ghisilardi, insérée sur la façade de San Domenico à Bologne.

Le projet de la chapelle de la famille Ghisilardi a peut-être été envisagé lors du séjour de Peruzzi à Bologne ou envoyé de Rome plus tard. Les travaux ont eu lieu entre 1530 et 1535, sans la présence de l'architecte sur le chantier. Cependant, le bâtiment construit sur la façade de l'ancienne basilique San Domenico de Bologne, dont il se distingue par sa masse de briques marquée par des pilastres et des arcs doriques, conserve les signes de son expérimentalisme linguistique, en particulier à l'intérieur, avec une croix grecque à quatre colonnes d'angle, libres pour soutenir le toit, selon des modèles allant des mausolées de l'Antiquité tardive à l'église San Bernardino à Urbino par son vieux maître Francesco di Giorgio Martini.

### Autres villas à Sienne
- Villa La Suvera (it) à Casole d'Elsa.
- Villa L'Apparita (it).
- Villa Volte Alte.
- Villa Chigi di Vicobello (it).
- Villa Celsa (it) à Sovicille.

### Palais Massimo alle Colonne

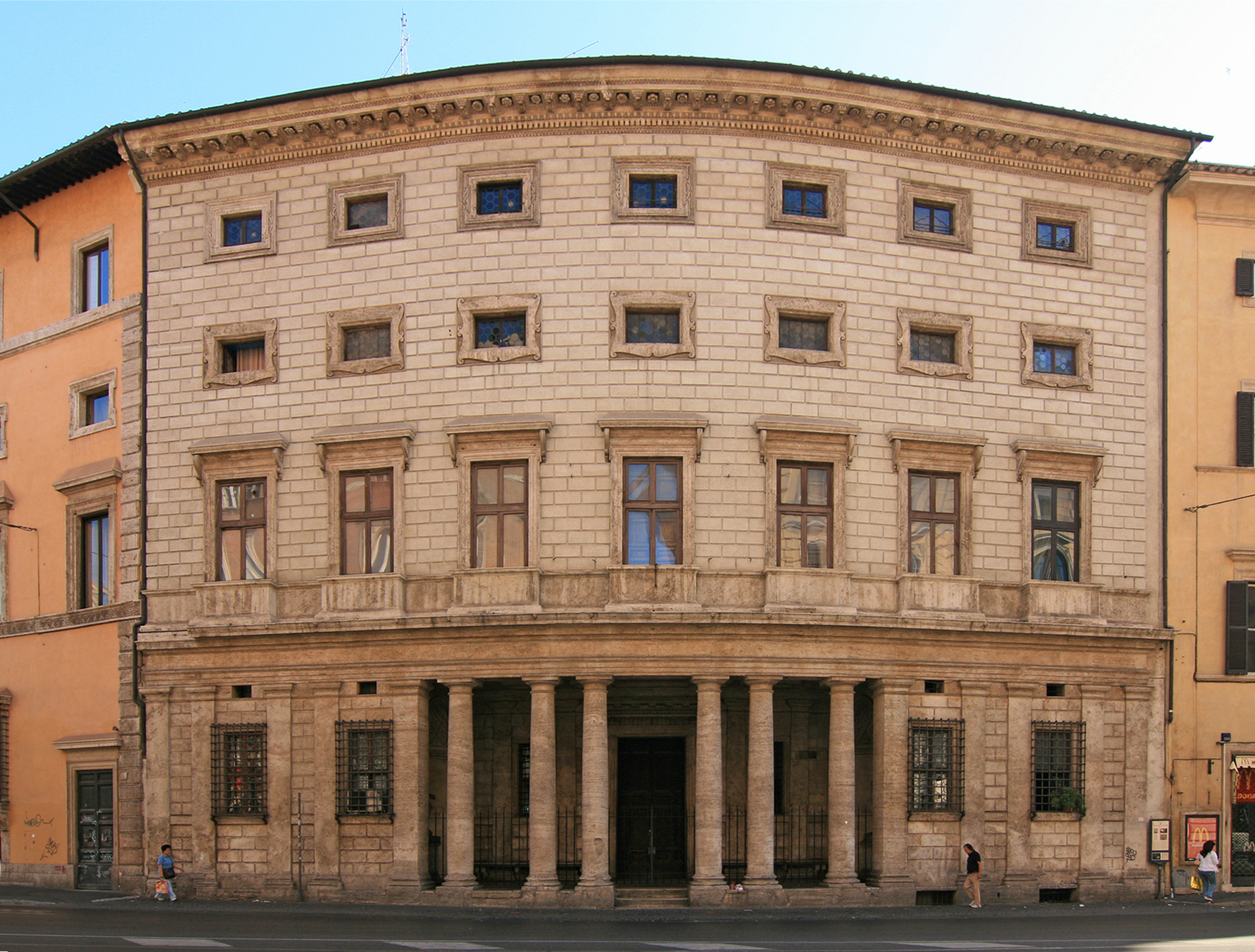
Palais Massimo alle Colonne à Rome.

Situé à Rome, le palais Massimo alle Colonne est l'une des constructions les plus importantes édifiée par Peruzzi, construit sur les ruines de l'Odéon romain et qui compte parmi les œuvres les plus importantes de l'art maniériste. C'est le dernier ouvrage de Peruzzi qui laisse la réalisation incomplète. Il dessine le palais pour des frères voulant des maisons séparées sur un même site. La façade est la première à se plier aux exigences topographiques au point de suivre la courbe du coin de la rue où se dresse le palais. Ses formes aux étranges dissonances l'ont fait qualifier de « premier édifice maniériste », bien qu'il soit pourtant construit bien après le palais du Te. Au rez-de-chaussée, les colonnes du portique, qui s'ouvre sur un vestibule à l'ancienne, sont irrégulièrement espacées, géminées, puis isolées avec un pilastre ; au-dessus, Peruzzi a inséré une bande convexe, le seul élément horizontal qui supporte les fenêtres de l'étage noble. Elles sont surmontées des petites fenêtres de la mezzanine, copiées sur celles du Palazzo Branconio dell'Aquila de Raphaël, et de l'attique, avec autour le motif rubané du maniérisme nordique ; l'effet dynamique de la façade est accentué par le contraste donné par la grille formée par les joints de pierre et des fenêtres qui n'avancent presque pas sur le bossage du mur.

### Autres travaux architecturaux
Parmi les autres travaux de Peruzzi (ou de son école), sont notables :
- le palais Fusconi Pighini (en) (vers 1519-1524)[14] ;
- le Palazzo dei Governanti (it) à Porto Ercole : le projet de l'arcade lui est attribué, probablement exécuté lors de son passage dans la ville, fuyant Rome ;
- la villa du cardinal Trivulzi, dans le quartier du « Salone Vecchio » (non loin des sources de l'Acqua Vergine, dans l'Agro Romanus) ; la villa a été saccagée plus tard, puis utilisée comme ferme et finalement abandonnée. Aujourd'hui restaurée, elle est habitée et est une propriété privée ; l'importante décoration de fresques a été conservée ;
- les modifications de la fortification de Rocca Sinibalda, dans la province de Rieti. Le projet de cette intervention, pourtant difficile à cerner, lui a été attribué sur la base de ses dessins conservés au cabinet des estampes du musée des Offices[5].

### Œuvres picturales et sculpturales

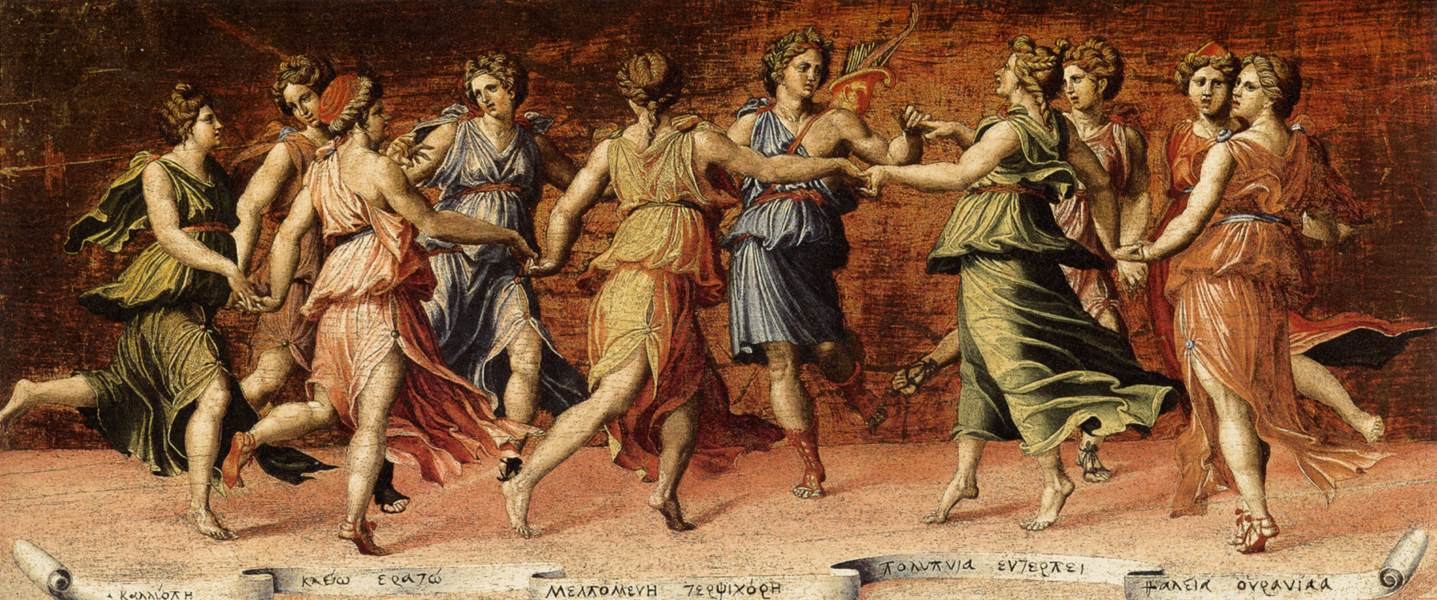
Les Muses dansant avec Apollon, entre 1514 et 1523, Florence, palais Pitti.

- Fresques de la villa Farnesina : Peruzzi intervient directement dans sa première réalisation architecturale importante avec les fresques de la salle de la Frise, le plafond voûté de la salle de Galatée (dans lequel il représente des symboles mythologiques selon un schéma complexe dans lequel l'horoscope du client a été reconnu) et de la salle des Perspectives dans laquelle il réalise l'une des premières représentations de l'illusion de la perspective en trompe-l'œil : à travers une fausse loggia, diverses vues de paysage de la campagne et de la ville de Rome sont visibles.
- Fresques de l'église Sainte-Marie de la Paix, Rome (vers 1516) : Présentation de Marie au temple ; Vierge avec les saintes Brigitte et Catherine et le cardinal Ferdinando Ponzetti ; Histoires de l'Ancien et du Nouveau Testament dans l'abside.
- Fresques dans le château de Jules II à Ostie, tel que rapporté par Vasari.
- Histoires de la Vierge (1504-1506), cycle de fresques dans l'église Sant'Onofrio al Gianicolo à Rome.
- Fresques de l'église San Pietro in Montorio.
- Fresques décoratives du plafond (vers 1519), palais de la Chancellerie à Rome.
- Fresques du palais Madame.
- Fresques de l'église San Rocco all'Augusteo à Rome.
- Apollon et les Muses, Galerie Palatine, Florence.
- Monument funéraire du pape Adrien VI (1524-1529), marbre, église Santa Maria dell'Anima à Rome.
- Feuille de croquis : trois figures d'homme nu, pied, tête, plume, encre brune, feuille découpée et remontée ensemble, 22,1 × 9,7 cm[15], Paris, École nationale supérieure de beaux-arts[16].

En 2004, l’État français a acquis pour le musée Cantini de Marseille deux dessins à la plume et encre brune de Baldassarre Peruzzi :
- Allégorie de la Force ;
- Vierge à l’Enfant avec saint Siméon.